# ジョン・アシュバーナム (第2代アシュバーナム伯爵)
第2代アシュバーナム伯爵ジョン・アシュバーナム（英語: John Ashburnham, 2nd Earl of Ashburnham PC、1724年10月30日 – 1812年4月8日）は、イギリスの廷臣、グレートブリテン貴族。

## 生涯
初代アシュバーナム伯爵ジョン・アシュバーナムと3人目の妻ジェマイマ（Jemima、旧姓グレイ（Grey）、1698年ごろ – 1731年7月7日、初代ケント公爵ヘンリー・グレイの娘）の息子として、1724年10月30日に生まれた。1741年5月28日にケンブリッジ大学クレア・カレッジに入学、1749年7月3日にLL.D.の学位を修得した。
1737年3月10日に父が死去すると、アシュバーナム伯爵位を継承した。1748年3月18日に国王ジョージ2世の寝室侍従に任命された。ジョージ2世は1760年に死去したが、アシュバーナム伯爵は1762年10月10日まで賃金を受け取った。1765年7月12日に枢密顧問官に、23日に衣服保管長官に任命され、1775年11月10日に宮内官に転じた後、1782年5月4日までに宮内官を退任した。
1754年3月18日から1757年9月20日までサセックス統監を務めた。1770年3月3日にサセックス海軍次官に任命され、1812年に死去するまで務めた。また、1753年から1762年までハイド・パークとセント・ジェームズ・パークの管理人（Keeper of Hyde Park and St. James's Park）を務めた。
政治でははじめホイッグ党に属し、1769年にジョン・ウィルクスの議員資格剥奪に反対したが、晩年はトーリー党に転じた。
1812年4月8日に死去、アシュバーナムで埋葬された。長男が夭折したため、次男ジョージが爵位を継承した。

## 家族
1756年6月28日、エリザベス・クロウリー（Elizabeth Crowley、1728年ごろ – 1781年2月5日 バース、ジョン・クロウリーの娘）と結婚、2男4女をもうけた。
- ジョージ（1758年2月2日 – 1758年2月13日[7]）
- ヘンリエッタ・セオドシア（Henrietta Theodosia、1759年11月8日 – 1847年3月30日[7]）
- ジョージ（1760年12月25日 – 1830年10月27日） - 第3代アシュバーナム伯爵[7]
- ジェマイマ・エリザベス（Jemima Elizabeth、1762年1月1日 – 1786年9月18日） - 1785年2月26日、グラハム侯爵ジェームズ・グラハム（後の第3代モントローズ公爵）と結婚[7]
- エリザベス・フランシス（Elizabeth Frances、1763年5月10日 – 1854年4月16日[7]）
- セオドシア・マリア（Theodosia Maria、1765年6月16日 – 1822年） - 1788年6月4日、ロバート・ヴァイナー（Robert Vyner）と結婚[7]